# Śródmieście-Campi

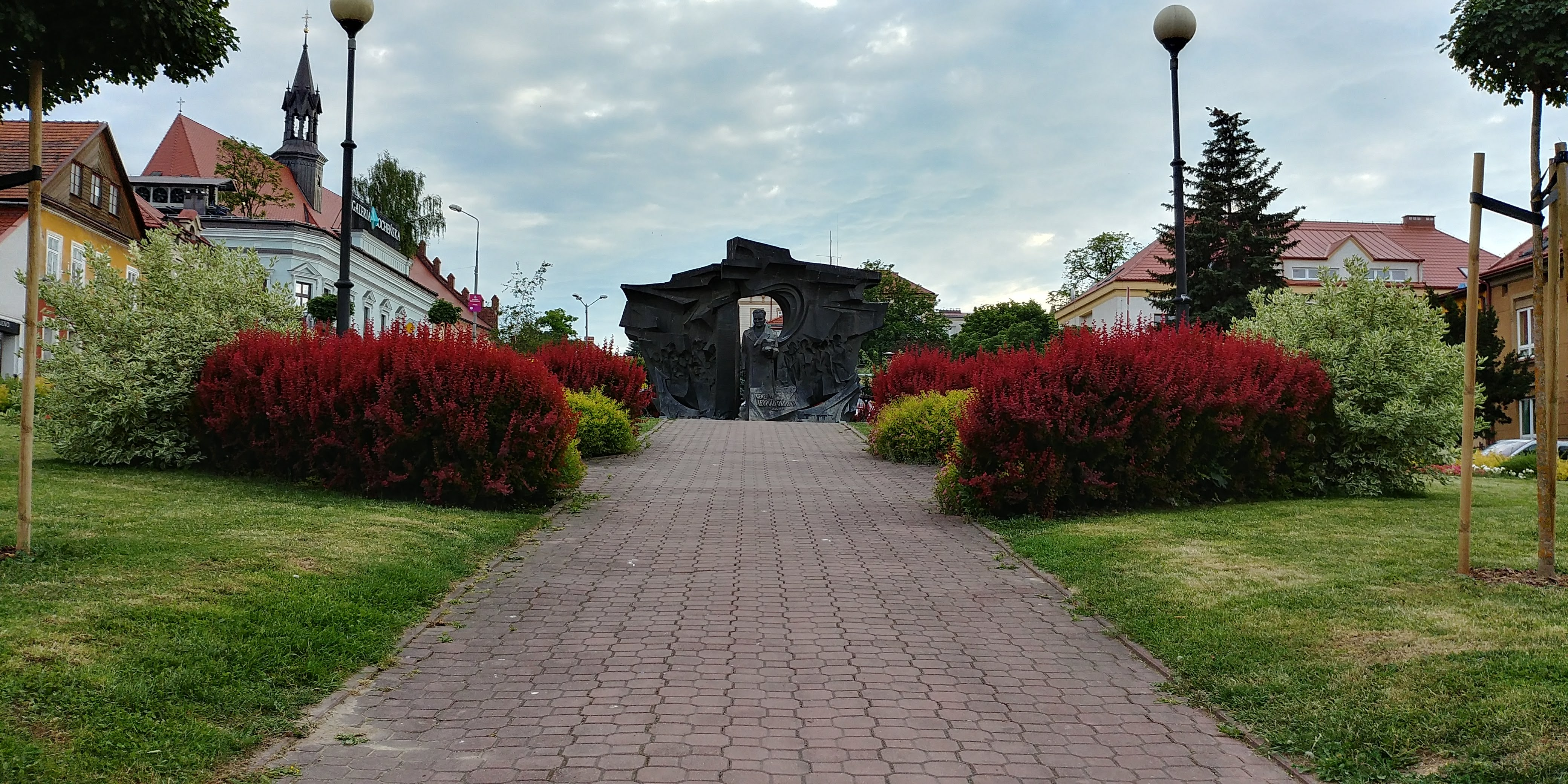
Pl. Okulickiego

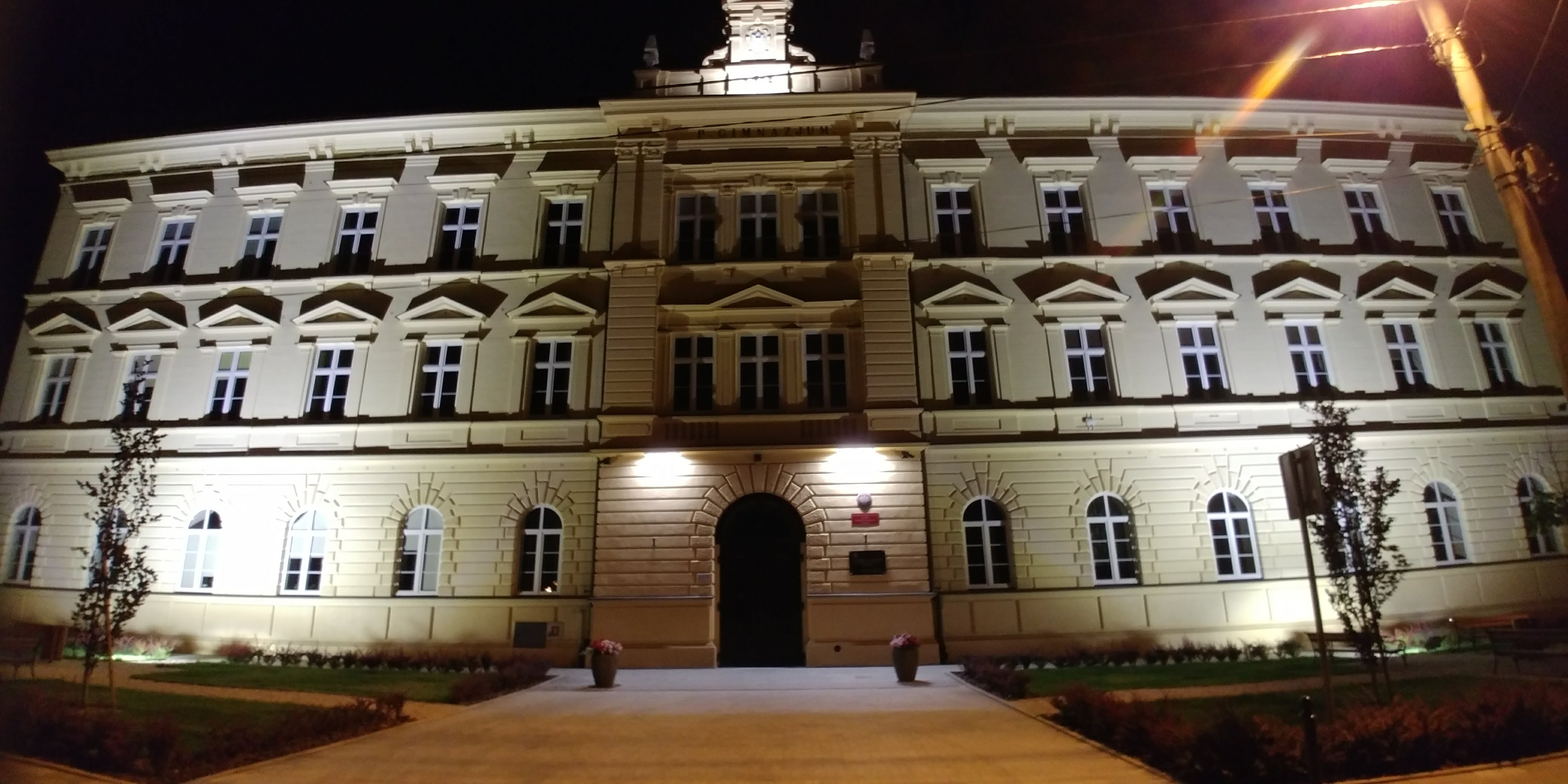
Budynek I LO

Śródmieście-Campi – osiedle Bochni położone w centrum miasta. Jest jedną z 14 jednostek pomocniczych Bochni.

## Położenie
Osiedle położone jest w centralnej części miasta nad potokiem Babica i sąsiaduje z następującymi osiedlami:
- od północy: Słoneczne, Chodenice
- od południa: Uzbornia
- od wschodu: św. Jana-Murowianka, Krzęczków-Łychów
- od zachodu: Windakiewicza, Niepodległości.

## Charakterystyka
W ścisłym centrum dominuje zabudowa typowo śródmiejska: kamienice, sklepy, restauracje, szkoły, itp. Tutaj siedzibę mają władze miasta, gminy i powiatu. Poza tym obszarem znajdują się domy jednorodzinne, bloki przy ul. św. Marka oraz osiedle mieszkaniowe Solna Góra. Mieszczą się tu również tereny zielone np: pl. ks. Antoniego Czaplińskiego, Planty Salinarne, pl. Gen. Leopolda Okulickiego.

## Zabytki[4]
- Bazylika kolegiacka pw. św. Mikołaja
- drewniana dzwonnica
- dawny klasztor dominikanów, ob. muzeum
- cmentarz komunalny, ul. Oracka
- cmentarz wojenny nr 314
- zespół salinarny (żupa solna), ul. Kraszewskiego, ul. Oracka
- dom, ul. Bernardyńska 4
- dom, ul. Bernardyńska 11
- d. poczta, ul. Kazimierza Wielkiego 20
- dom z oficyną, ul. Kazimierza Wielkiego 21
- d. starostwo, ul. Kazimierza Wielkiego 31/33
- dom, ul. Konstytucji 3 Maja 3
- dom, ul. Kościuszki 4
- dworek, ul. Oracka 1
- dworek, drewn., ul. Oracka 27, 27 A (d.13)
- waga miejska, ob. dom mieszkalny, Rynek 2
- dom, Rynek 3
- dom, Rynek 8 (d.7)
- kamienica, Rynek 9 / Wolnica
- dom, Rynek 13
- dom, Rynek 14
- dom, Rynek 17
- kopalnia soli (najstarsza część)
- pomnik Kazimierza Wielkiego

## Komunikacja

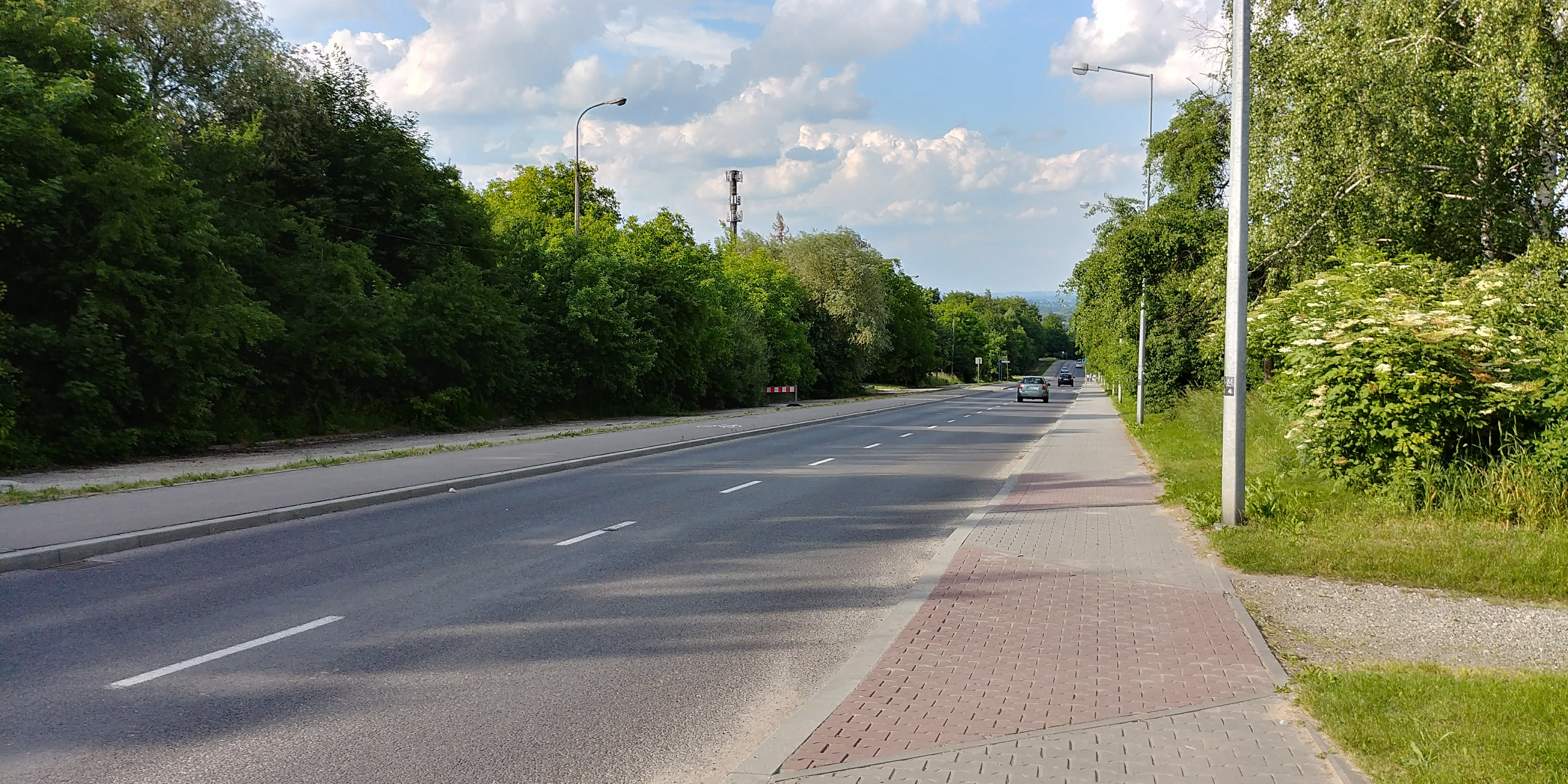
Obwodnica KN2

- – Droga wojewódzka nr 965
- północno-zachodnia obwodnica KN2
- linie autobusowe BZK:1, 3, 5a, 9[5] oraz RPK:1, 2, 3, 5, 7, 8, 9, 10, 11, 12[6]